# Spathius pyrrhus
Spathius pyrrhus är en stekelart som beskrevs av Nixon 1943. Spathius pyrrhus ingår i släktet Spathius och familjen bracksteklar. Inga underarter finns listade i Catalogue of Life.